# HD 138867
HD 138867 eller HR 5786 är en ensam stjärna belägen i den mellersta delen av stjärnbilden Paradisfågeln. Den har en skenbar magnitud av ca 5,94 och är svagt synlig för blotta ögat där ljusföroreningar ej förekommer. Baserat på parallax enligt Gaia Data Release 3 på ca 7,81 mas, beräknas den befinna sig på ett avstånd på ca 417 ljusår (128 parsek) från solen. Den rör sig bort från solen med en heliocentrisk radialhastighet på ca 1 km/s.

## Egenskaper
HD 138867 är en blå till vit stjärna i huvudserien av spektralklass B9.5 V med en hög rotation, med en projicerad rotationshastighet på 178 km/s. Den har en massa som är lika med ca 2,8 solmassor, en radie som är ca 2,6 solradier och utsänder energi från dess fotosfär motsvarande ca 55 gånger solen vid en effektiv temperatur av ca 10 400 K.
Det råder oenighet om HD 138867:s mångfald. Chini et al. (2012) listar den som en ensam stjärna medan Eggleton och Tokovinn (2008) fann att den var en astrometrisk dubbelstjärna Det första är mer sannolikt eftersom objektet har en konstant radiell hastighet.